# Cycas sphaerica
Cycas sphaerica е вид растение от семейство Cycadaceae. Видът е застрашен от изчезване.

## Разпространение
Разпространен е в Индия (Андхра Прадеш, Карнатака, Ориса и Тамил Наду).